# Нерчинское городское поселение
Городско́е поселе́ние «Нерчинское» — муниципальное образование в Нерчинском районе Забайкальского края Российской Федерации.
Административный центр — город Нерчинск.

## История
Статус и границы городского поселения установлены Законом Читинской области от 19 мая 2004 года «Об установлении границ, наименований вновь образованных муниципальных образований и наделении их статусом сельского, городского поселения в Читинской области».

## Население
| 2009    | 2010    | 2011    | 2012    | 2013    | 2014    | 2015    |
| ------- | ------- | ------- | ------- | ------- | ------- | ------- |
| 14 140  | ↗14 999 | ↘14 980 | ↘14 953 | ↗14 980 | ↘14 813 | ↘14 780 |
| 2016    | 2017    | 2018    | 2019    | 2020    | 2021    |         |
| ↗14 857 | ↗14 945 | ↗14 951 | ↘14 946 | ↘14 757 | ↗15 319 |         |

## Состав городского поселения
| № | Населённый пункт | Тип населённого пункта        | Население |
| - | ---------------- | ----------------------------- | --------- |
| 1 | Макеевка         | село                          | ↘29       |
| 2 | Нерчинск         | город, административный центр | ↗15 290   |